# America (ciruela)
America es una variedad cultivar de ciruelo (Prunus salicina), de las denominadas ciruelas japonesas (aunque las ciruelas japonesas en realidad se originaron en China, fueron llevadas a los EE. UU. a través de Japón en el siglo XIX).
Una variedad que crio y desarrolló a  principios del siglo XX Luther Burbank en Santa Rosa (California), siendo un híbrido del cruce de 'Robinson' x 'Abundance'. Las frutas son de tamaño mediano, piel delgada, amarga, que se separa fácilmente de la pulpa, tersa y suave con un color claro, oscuro, rojo grosella sobre amarillo dorado, moteado, con pruina fina, puntos numerosos, pequeños, blanquecinos, y tienen una pulpa de color amarillo calabaza claro, transparente, con textura jugosa, fibrosa, algo tierna, y con sabor dulce, no alta en sabor, justo en calidad. Tolera las zonas de rusticidad según el departamento USDA, de nivel 5 a 9.

## Sinonimia
- "America variety of plums".[5]

## Historia
'America' variedad de ciruela, de las denominadas ciruelas japonesas con base de Prunus salicina, que fue desarrollada y cultivada por primera vez en el jardín del famoso horticultor Luther Burbank en Santa Rosa (California) mediante una hibridación de la flor de 'Robinson' (Prunus munsoniana) como "Parental Madre" x polen de 'Abundance' (Prunus salicina) como "Parenta Padre", fue introducida en los circuitos comerciales en 1899.Burbank realizaba investigaciones en su jardín personal y era considerado un artista del fitomejoramiento, que intentaba muchos cruces diferentes mientras registraba poca información sobre cada experimento.
Las ciruelas 'America' se desarrollaron a finales del siglo XIX en Santa Rosa, una ciudad en el condado de Sonoma en el norte de California. Fueron introducidas en los circuitos comerciales en 1899, siendo particularmente notable por su importancia para la industria del transporte de frutas de California.
La variedad 'America' está descrita en: 1. Burbank Cat. 3. 1898 2. Vt. Sta. Bul. 67:5. 1898, 3. Rural N. Y. 59:706. 1900. 4. Vt. Sta. An. Rpt. 14:273. 1900. 5. Mich. Sta. Bul. 205:37 1903. 6. Del. Penin. Hort. Soc, Rpt. 36. 1905. 7. Ohio Sta. Bul. 162:254, 255. 1905. 8. Ga. Sta. Bul. 68:8, 35. 1905.

## Características
'America' árbol medio y vigoroso, siendo su fuerte crecimiento erguido una característica notable de la variedad, extendido, bastante productivo. Flor blanca, parcialmente autocompatible en su polinización, buenos polinizadores son 'Golden Japan', 'Friar', 'Santa Rosa' y 'Laroda', está considerada buena polinizadora para otras variedades, y puede tener una floración muy extendida según las condiciones climáticas, que tiene un tiempo de floración que comienza a partir del 18 de abril con el 10% de floración, para el 21 de abril tiene una floración completa (80%), y para el 8 de mayo tiene un 90% de caída de pétalos.
'America' tiene una talla de fruto mediano, de forma redondeado ovalado, sutura superficial, una línea distinta, mitades iguales, cavidad poco profunda, ensanchada, ápice redondeado; epidermis tiene una piel delgada, amarga, que se separa fácilmente de la pulpa, tersa y suave con un color claro, oscuro, rojo grosella sobre amarillo dorado, moteado, con pruina fina, puntos numerosos, pequeños, blanquecinos, discretos; pedúnculo delgado, mediano, glabro, adherido a la fruta; pulpa de color amarillo calabaza claro, transparente, con textura jugosa, fibrosa, algo tierna, y con sabor dulce, no alta en sabor, justo en calidad.
Hueso adherente, pequeño o medio, elíptico, truncadura muy amplia, zona pistilar apuntada, asimétrico, con surcos dorsal y laterales poco marcados y discontinuos, sustituidos con frecuencia por orificios muy profundos, presenta pequeños surcos partiendo de la truncadura, y superficie arenosa, más labrada junto a polo pistilar.
Su tiempo de recogida de cosecha se inicia en su maduración de segunda decena de julio.

## Usos
Una buena ciruela de postre fresco en mesa, y numerosas aplicaciones culinarias.